# Ostroměř
Ostroměř település Csehországban, a Jičíni járásban. Ostroměř Podhorní Újezd a Vojice, Dobrá Voda u Hořic, Holovousy, Mlázovice, Lískovice, Šárovcova Lhota, Sobčice és Chomutice településekkel határos. Lakosainak száma 1325 fő (2024. január 1.).

## Népesség
A település lakosságának változását az alábbi diagram mutatja:
| Lakosok száma | 1225 | 1589 | 1764 | 1426 | 1291 | 1372 | 1364 | 1362 | 1335 | 1325 |
|               | 1869 | 1890 | 1921 | 1950 | 1980 | 2001 | 2017 | 2019 | 2022 | 2024 |